# Teodoro Matteini
Teodoro Matteini (Pistoia, 10 mai 1753 - Venise, 16 novembre 1831) est un peintre italien, principalement de sujets historiques et religieux dans un style néo-classique.

## Biographie
Son père, Ippolito Matteini, né en 1720, était un peintre décoratif et enseignant de peinture dans les écoles publiques de Pistoia.
Il déménage à Rome pour travailler dans l'atelier de Domenico Corvi et de Pompeo Batoni puis auprès de Anton Raphael Mengs.
Il s'installe d'abord à Florence (Angélique et Médor, 1794), puis à Milan où il noue des relations avec Bossi et Appiani. Il a été aussi actif à Bergame.
En 1802 à Venise, il est élu professeur de peinture à l'Académie des Beaux-Arts et en 1807 professeur de la nouvelle Académie.
Il est surtout connu par ses nombreux élèves, dont Giovanni Andrea Darif d'Udine, Bartolomeo Ferracina de Bassano, Pietro Selvatico de Vicence, Sebastiano Santi de Murano, Francesco Hayez, Cosroe Dusi de Venise, Giovanni De Min de Belluno, Michele Fanoli de Cittadella, Giovanni Busato de Vicence et Ludovico Lipparini de Bologne.
Il meurt à Venise le 16 novembre 1831.

## Œuvre
Il a peint à Rome pour la basilique San Lorenzo in Lucina.
Parmi ses chefs-d'œuvre figure une peinture d'Angélique et Médor (perdu), dont Raffaello Morghen a fait une reproduction.
Portraitiste prolifique il renouvelle le genre en s'inspirant des exemples anglais de Reynolds et Gainsborough.
- Portrait de jeune femme avec une partition (1797) - Galeries de l'Académie de Venise [5]
- Portrait de jeune fille (1797)  Galeries de l'Académie de Venise[6]
- Portrait de deux gentilshommes dans un paysage - Galeries de l'Académie de Venise [7]
- Portrait du pape Pie VII (1800), huile sur toile, 75 × 58 cm, Musée Correr, Venise[8]

- portraits de Marco Polo (gravé au burin par Felice Zuliani) et de Enrico Dandolo, 41ème doge de Venise (gravé au burin par Giuseppe Longhi);

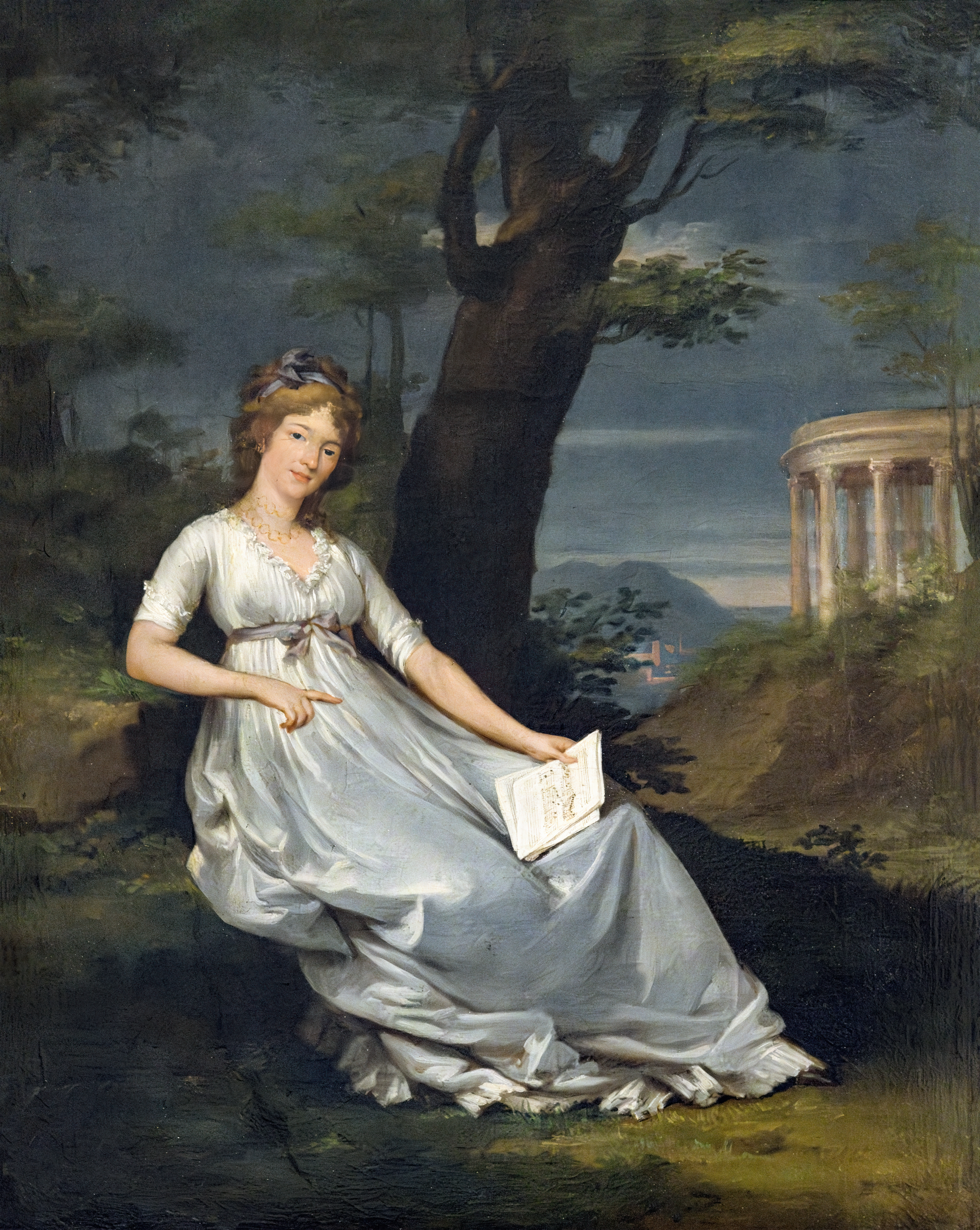
Portrait de jeune femme avec une partition - Galeries de l'Académie de Venise
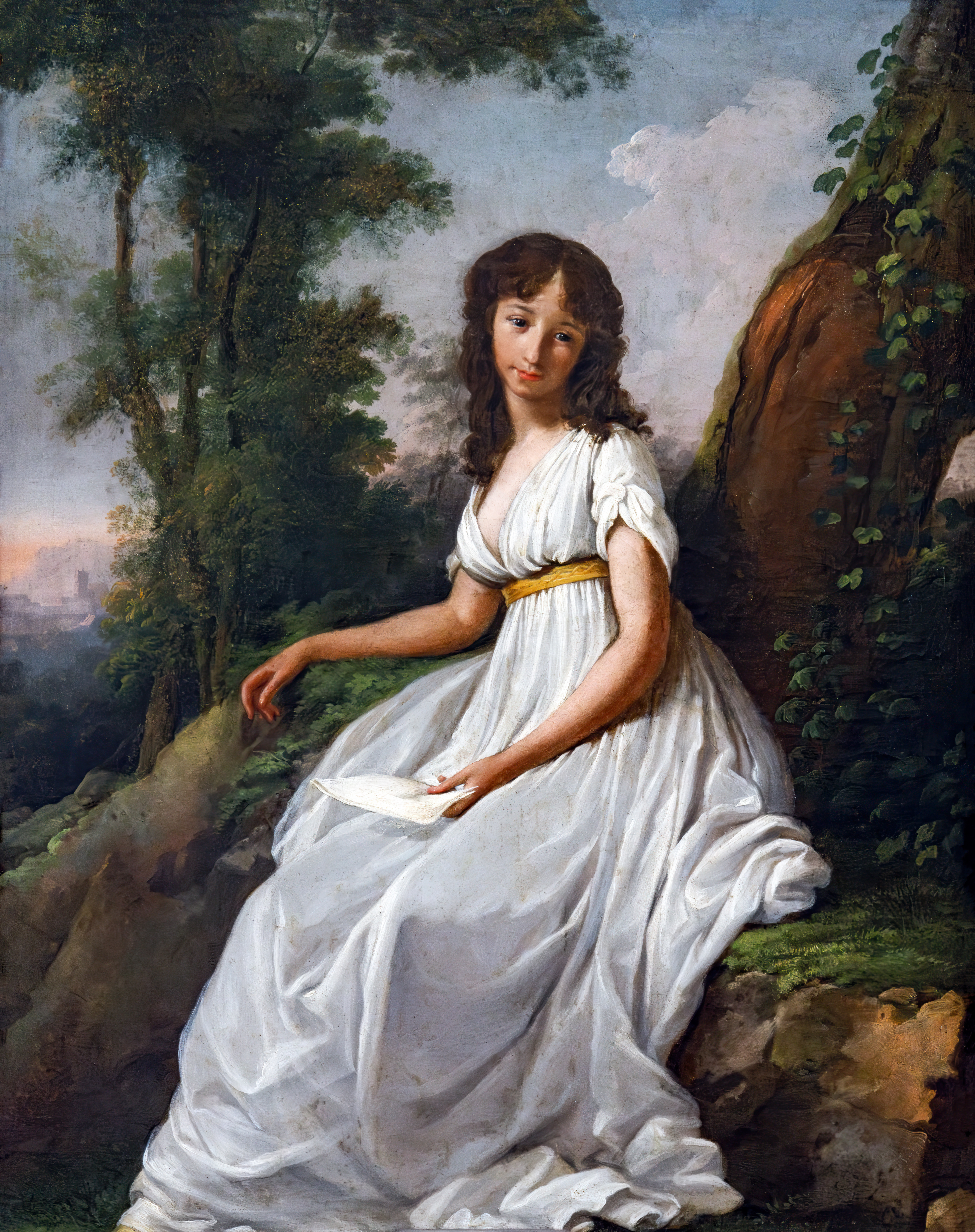
Portrait de jeune fille - Galeries de l'Académie de Venise
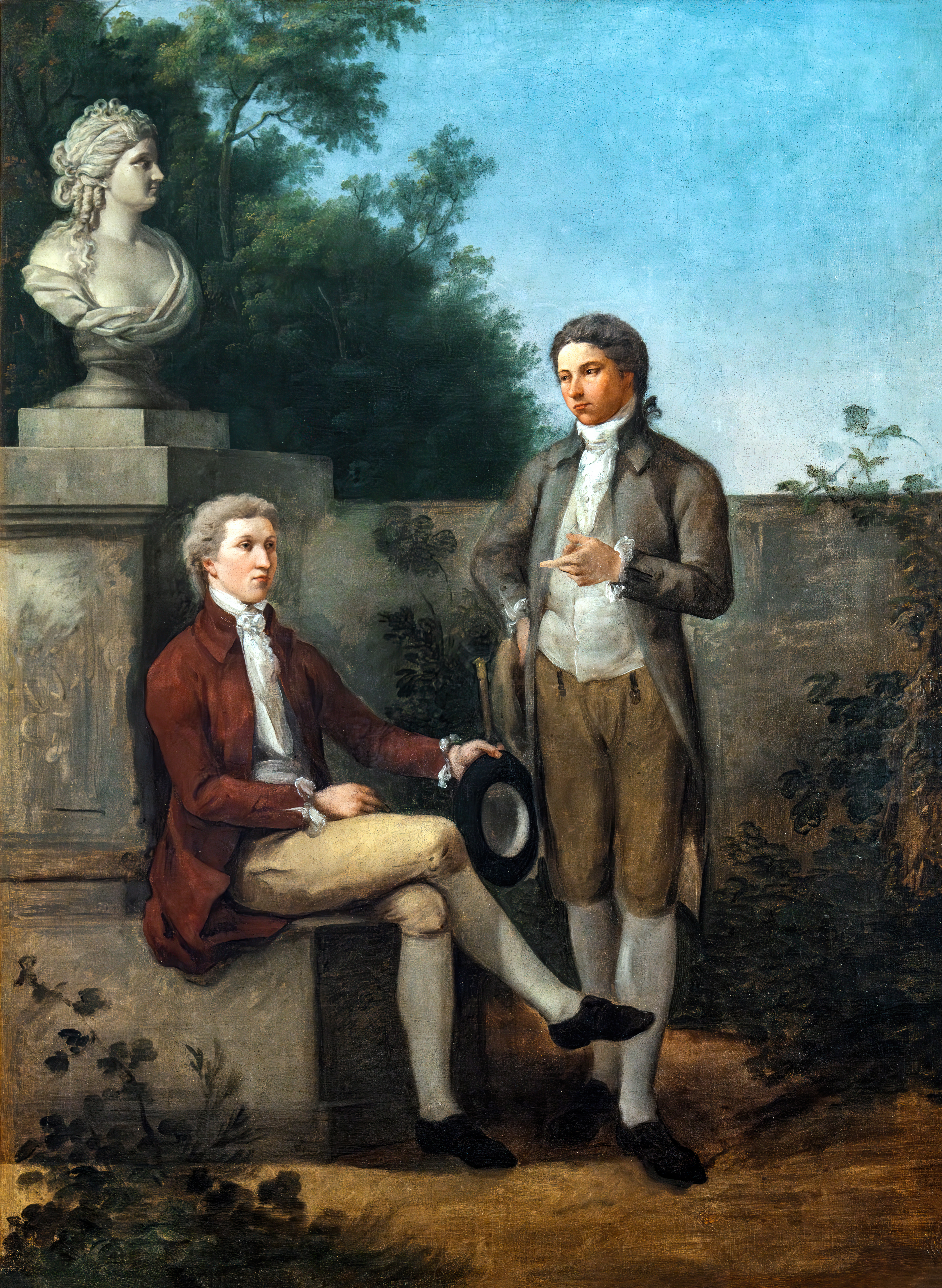
Portrait de deux gentilshommes dans un paysage - Galeries de l'Académie de Venise